# Dirfys-Messapia
Dirfys-Messapia (in greco Δίρφυς-Μεσσάπια?) è un comune della Grecia situato nella periferia della Grecia Centrale (unità periferica dell'Eubea) con 19 443 abitanti secondo i dati del censimento 2001.
È stato istituito a seguito della riforma amministrativa detta Programma Callicrate in vigore dal gennaio 2011 che ha abolito le prefetture e accorpato numerosi comuni.